# Cipollin

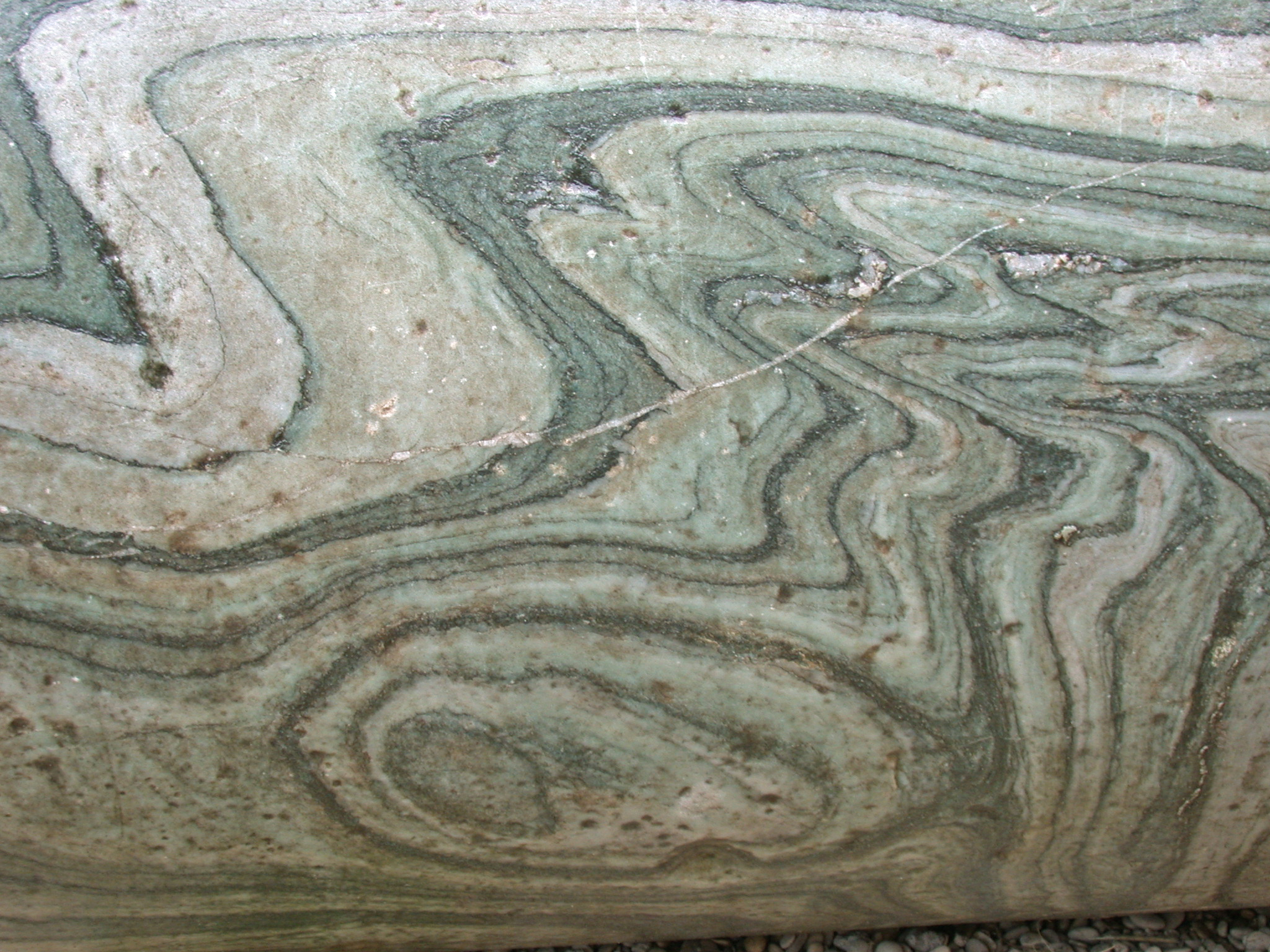
Pelare av cipollin i Basilika Maxentius i Rom

Cipollin, eller cipollino, är ett slags vit marmor med blekgröna fläckar och teckningar, som orsakas av en halt av talk eller glimmer. Kända förekomster finns i Italien och Grekland. Den användes av de gamla grekerna och romarna, vars latinska term för den var marmor carystium (som betyder "marmor från Kárystos"). Den bröts på flera platser på den sydvästra kusten av den grekiska ön Euboea mellan de moderna städerna Stýra och Kárystos. Några av dessa gamla stenbrott kvarstår med en brytningsyta på över 100 meter.
Den har en vitgrön bas, med tjocka vågiga gröna band, begränsade av tunna band av glimmer. Färgen på dess bas och korn blir mörkare ju längre norrut stenbrottet ligger. Den är en metamorf bergart, en kristallin marmor med kristaller mellan 0,2 och 0,6 mm, med färgade ådror av epidot och klorit. En marmor som till utseendet liknar cipollino-marmor bröts på den iberiska halvön vid Anasol-gruvorna, och på Alpi Apuane, i nordvästra Grekland och Serbien.
Den användes först i antikens Grekland och exporterades till Rom från 1:a århundradet f.Kr. och framåt. I sin Natural History berättar Plinius den äldre hur kolonner av denna marmor användes för riddaren Claudius Mamurras palats, ingenjör för Julius Caesar i dennes galliska krig. Stenbrotten som gav den blev kejserlig egendom, och cipollino-marmor blev vanlig i hela Rom under kejsartiden. Den användes huvudsakligen för pelare, bland annat stora och huvudsakligen släta, som pelarna i portik av Antoninus Pius och Faustinas tempel i Forum i Rom. Den användes också för skulptur, som den av en krokodil i Canopus vid Villa Adriana i Tivoli, där dess färg användes för att imitera färgen på krokodilskinn. Den fortsatte att brytas och användas av det bysantinska riket långt in på 500-talet e.Kr.